# Parafia Nawiedzenia Najświętszej Maryi Panny w Łowkowicach
Parafia Narodzenia Najświętszej Maryi Panny – polska rzymskokatolicka parafia w Łowkowicach, należąca do dekanatu kluczborskiego w diecezji opolskiej.

## Historia parafii
Pierwsze informacje o parafii pochodzą z 1253 roku, którą założyli Krzyżowcy z Czerwona Gwiazdą z Wrocławia. Oni też prowadzili parafię i duszpasterstwo do 1810 roku. W czasie przemian reformacyjnych, parafia w Łowkowicach należała do katolików. Obecny kościół parafialny został wybudowany w 1827 roku.

## Liczebność i zasięg parafii
Parafia liczy 1400 mieszkańców i swym zasięgiem terytorialnym obejmuje miejscowości:
- Łowkowice,
- Dobiercice,
- Dąbrowa[3],
- Maciejów,
- Pszczonki,
- Kolonii Długiej,
- Paruszowic[2].

### Szkoły i przedszkola
- Publiczna Szkoła Podstawowa w Łowkowicach,
- Publiczna Szkoła Podstawowa w Dobiercicach[2].

### Inne kościoły
Do parafii należy kościół filialny św. Jana z Dukli w Dobiercicach.

## Duszpasterze po 1945 roku
- ks. Wilhelm Szampera – proboszcz,
- ks. Jan Rigol – proboszcz,
- ks. Rafał Pawliczek – proboszcz,
- ks. Henryk Czupała – proboszcz,
- ks. Marek Sojka - proboszcz,
- ks. Jan Rigol – wikariusz.